# Kaaba

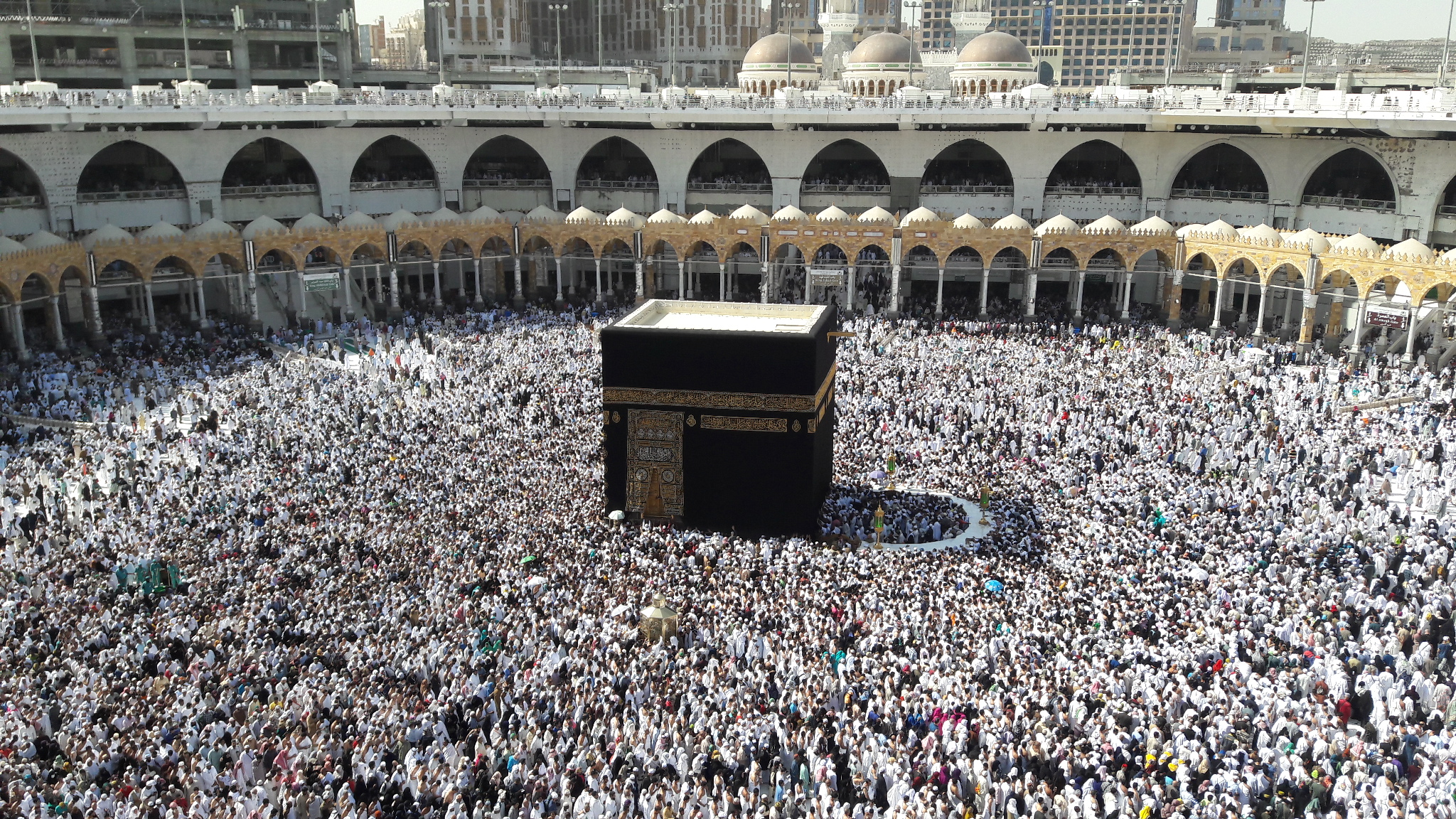
La Kaaba entre los peregrinos.

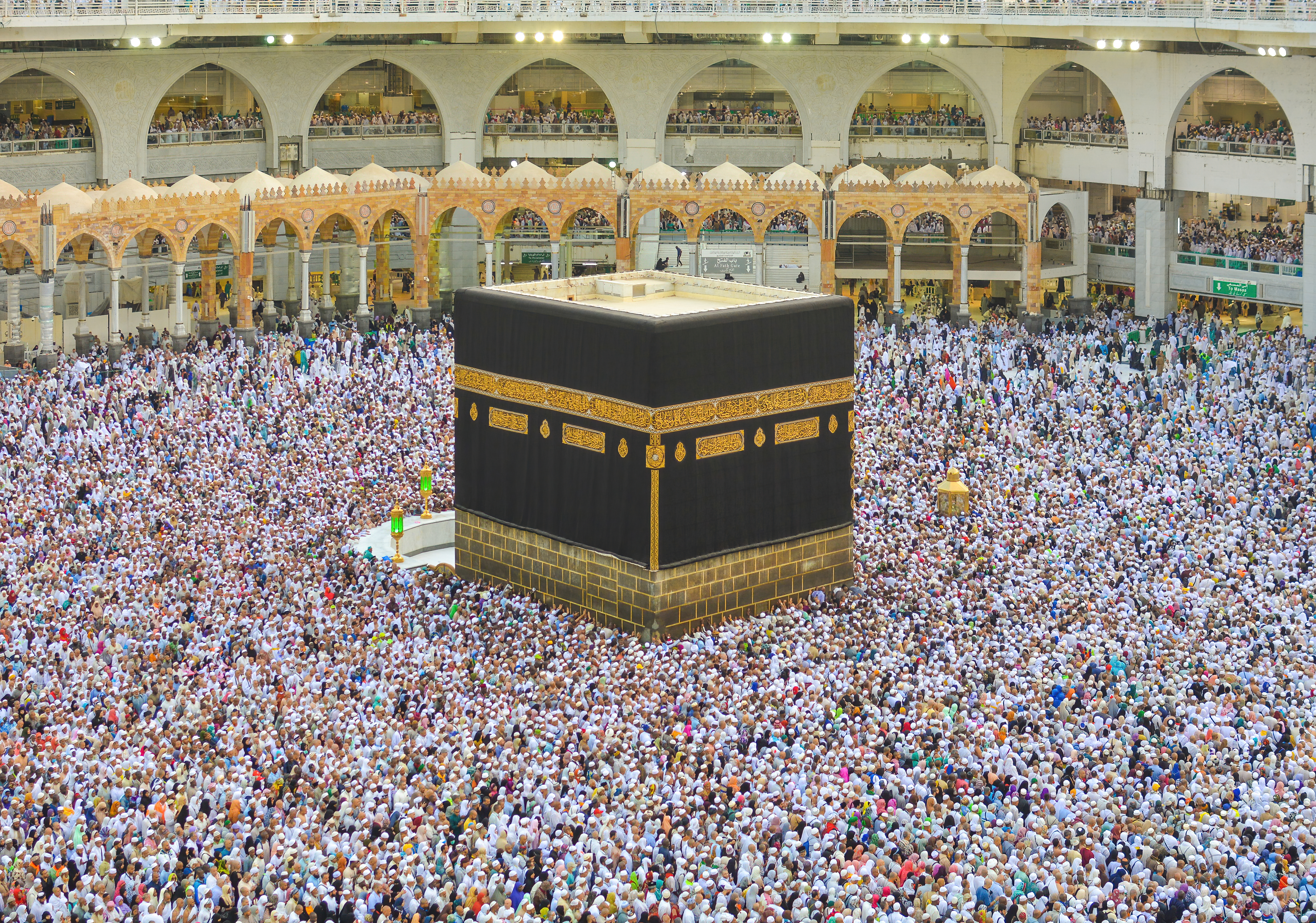
Detalle de la Kaaba

La Kaaba (en árabe: الكعبة, al-ka‘ba, ‘el dado’ o ‘el cubo’), también llamada  al-Kaʿbah al-Musharrafah (en árabe: ٱلْكَعْبَة ٱلْمُشَرَّفَة, al-Ka'bah al-Musharrafah, lit. 'Honrada Ka'bah'), es una construcción con la forma de un prisma que está dentro de la Gran Mezquita de La Meca (Arabia Saudita), centro religioso del islam. Representa el lugar sagrado y de peregrinación religiosa más importante del islam. Para los musulmanes, la Kaaba es la «casa de Dios» (en árabe: بيت الله, Bayt Allāh, lit. 'Casa de Alá) donde lo divino toca lo terrenal, y es la alquibla (en árabe: قِبْلَة, dirección de la oración) hacia donde orientan el rezo (salah) los musulmanes de todo el mundo. 
Alfred Guillaume, en su traducción al inglés de la biografía del Profeta hecha por Ibn Ishaq, afirma que la Kaaba podía ser referida en femenino.
Los musulmanes creen que la Kaaba ha sido construida y reconstruida muchas veces a lo largo de la historia, de manera más famosa por Ibrahím (Abraham) y su hijo Ishmael, cuando regresó al valle de La Meca varios años después de abandonar a su esposa Hajar (Agar) y a Ishmael allí por órdenes de Alá. El Corán dice que fue construida por Ibrahim y su hijo Ismaíl, y en una de sus esquinas hay una reliquia que hace la función de un betilo: un meteorito de origen indeterminado (la Piedra Negra). La edificación está conformada por capas de piedra azulada y grisácea sacada de las montañas que rodean la ciudad.
La peregrinación hasta La Meca y la Kaaba —el Hach—, es uno de los cinco pilares del islam. Circunvalar la Kaaba siete veces en sentido contrario a las manecillas del reloj, conocido como Tawaf (en árabe: طواف,  Tawaaf, lit. 'ir en círculos') es un rito obligatorio para completar las peregrinaciones del Hach y de la Umrah. Sin embargo, ni la Kaaba ni la Piedra Negra son objetos de adoración en el islam, pues los musulmanes adoran única y exclusivamente a Alá. El área alrededor de la Kaaba, sobre la cual los peregrinos la circunvalan, se denomina el Mataaf. 
La Kaaba y el Mataaf se mantienen rodeados por peregrinos durante todo el año islámico excepto el día 7 de Du al-Hiyya, el duodécimo mes y el mes de peregrinaje, conocido como el Día de Arafah, en el cual la tela que cubre la estructura, conocida como Kiswah (en árabe: كسوة, Kiswah, lit. 'Tela') es cambiada anualmente y no se permite el ingreso de personas además del personal del santuario. El incremento más significativo en el número de peregrinos ocurre durante Ramadán y el hach, cuando millones de peregrinos se reúnen para el Tawaf. De acuerdo con el Ministerio Saudita de Hach y Umrah, supuestamente, ya que no hay forma de probarlo, 6.791.100 peregrinos llegaron a hacer la peregrinación Umrah en el año islámico de 1439 AH (2017/2018 d. C.), lo cual representa un aumento de 3.6% comparado con el año previo, y al parecer otros 2.489.406 llegaron para el Hach del año 1440 AH.

## Historia de la Kaaba

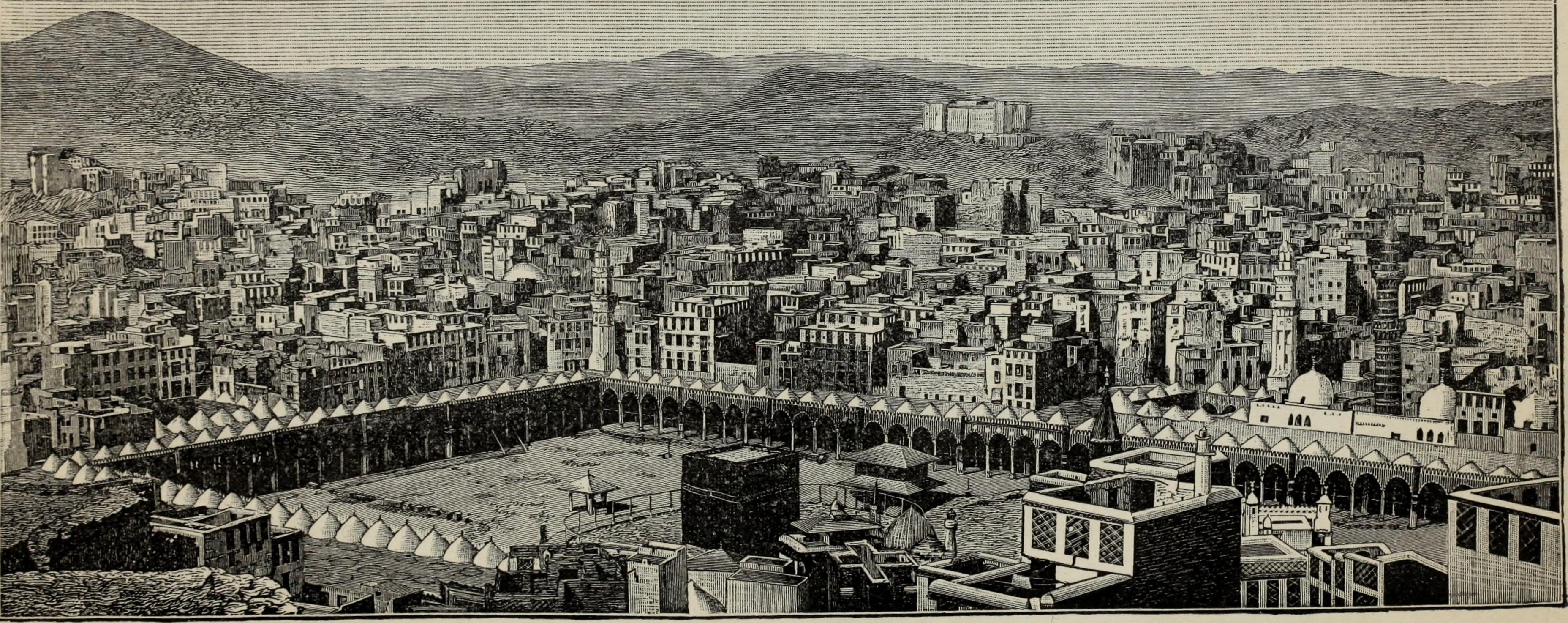
La Kaaba en primer plano y la ciudad de La Meca, en un grabado de What the world believes, the false and the true (1888).

Aparte de las tradiciones musulmanas, no se sabe casi nada sobre la historia de la Kaaba. La información histórica respecto a sus orígenes comienza solo con la historia de Mahoma. Sin embargo, algunos relatos y textos parecen sugerir la existencia de un lugar de culto ya en el siglo VI.
La Kaaba primitiva comenzó probablemente como un simple cercado de piedras sin techo, construido en las inmediaciones de una fuente de agua vital en el fondo de un valle seco y sin árboles. Los hombres de la Arabia del desierto consideraban los bancos de arena como lugares simbólicos, tanto en el ámbito profano como en el sagrado. En las hondonadas de la tierra se acumulaba el agua de la lluvia, principio fundamental de su vida y supervivencia. Los clanes de la parte baja de la ciudad, cerca de los pozos, constituían la asamblea tribal mala'. Todo el territorio de La Meca estaba estrictamente delimitado por mojones de piedra llamados ansâb, que siguen existiendo en la actualidad. Las ruinas en esta zona indican claramente una intención cultual y confirman su carácter de espacio sagrado. 
La explanada que rodea la Kaaba era objeto de un antiguo culto y de la peregrinación anual más importante de Arabia (Peregrinación de la "Casa"). Antes de Mahoma, la Kaaba servía, pues, como centro de culto para las distintas tribus beduinas politeístas preislámicas de toda la Península arábiga. Una vez cada año lunar, tribus beduinas peregrinaban a La Meca y, dejando de lado cualquier disputa tribal, adoraban a sus dioses en la Kaaba y comerciaban entre ellos en la ciudad.
La religión de las tribus incluía el culto a piedras, meteoritos, árboles o manantiales. Prácticas como el ayuno, las ofrendas, el afeitarse la cabeza y la limosna son ritos de expiación que existían antes del islam. Asimismo, la circuncisión se practicaba antes del islam, al igual que la mayoría de los ritos incluidos en el Hach. Por ejemplo, Máximo de Tiro reporta en el siglo II, a propósito de un rito de adoración a un betilo, que: "Los árabes también adoran, pero no sé qué. En cuanto al objeto sensible de su adoración, lo he visto, es una piedra cuadrangular."
En el interior de la Kaaba había varias esculturas y pinturas. Se sabe que una estatua de Hubal (el ídolo principal de La Meca) y otras estatuas de otras deidades paganas, estaban colocadas en la Kaaba o en sus alrededores. Había pinturas decorando las paredes; una de ellas, según algunas fuentes, era la imagen de Isa (Jesús) sentado en el regazo de su madre Maryam (María). También se mencionan un par de cuernos de carnero, pertenecientes al animal sacrificado por Ibrahim en lugar de su hijo Isaac.

El historiador del siglo IX al-Azraqi ofrece la siguiente descripción con la autoridad de su abuelo:
He oído que se colocó en al-Bayt (refiriéndose a la Kaaba) un cuadro (en árabe: تمثال, Timthal, lit. 'Representación') de Maryam e 'Isa. ['Ata'] dijo: "Sí, en él había una imagen de Maryam adornada (muzawwaqan); en su regazo, su hijo Isa estaba sentado adornado".- al-Azraqi, Akhbar Mecca: Historia de La Meca.
En su libro Islam: A Short History, Karen Armstrong afirma que la Kaaba estaba dedicada oficialmente a Hubal, una deidad nabatea, y contenía 360 ídolos que representaban probablemente los días del año. Sin embargo, para la época de Mahoma, la Kaaba era al parecer venerada como el santuario de Alá, el Dios Supremo. Una vez al año, tribus de toda la península arábiga, fuesen cristianas o paganas, convergían en La Meca para realizar la peregrinación del Hach, lo que marcaba la convicción generalizada de que Alá era la misma deidad adorada por los monoteístas. Los hombres hacían a menudo desnudos las circunvalaciones alrededor de la Kaab, y las mujeres lo hacían semidesnudas. Es motivo de debate si Alá y Hubal eran la misma deidad o deidades diferentes. Según una hipótesis de Uri Rubin y Christian Robin, Hubal sólo era venerado por los coraichitas (la tribu de la que provenía Mahoma) y la Kaaba se dedicó primero a Alá, un dios supremo de individuos pertenecientes a diferentes tribus, mientras que el panteón de los dioses de los coraichitas se instaló en la Kaaba después de que conquistaran La Meca, un siglo antes de la época de Mahoma.
Imoti sostiene que había numerosos santuarios similares a la Kaaba en Arabia en algún momento, pero que éste era el único construido en piedra. Los demás también tenían supuestamente elementos homólogos al de la Piedra Negra. Había una "Piedra Roja" en la Kaaba de la ciudad de Ghaiman, en el sur de Arabia, así como una "Piedra Blanca" en la Kaaba de al-Abalat (cerca de la actual ciudad de Tabalah). Grunebaum, en su libro Classical Islam, señala que la experiencia de la divinidad de aquella época solía estar asociada al fetichismo de las piedras, las montañas, las formaciones rocosas especiales o "árboles de extraño crecimiento". Armstrong añade que se pensaba que la Kaaba estaba en el centro del mundo, y que la Puerta del Cielo se hallaba  directamente encima de ella. La Kaaba marcaba el lugar en el que el mundo sagrado se cruzaba con lo profano: la Piedra Negra incrustada era un símbolo más de esto como un meteorito que había caído del cielo y unía el cielo y la tierra.
Según Sarwar, un hombre llamado 'Amr bin Luhayy, que descendía de los Qahtaníes y era el rey del Hiyaz, colocó -unos 400 años antes de nacer Mahoma- un ídolo de Hubal en el techo de la Kaaba. Este ídolo era una de las principales deidades de la tribu gobernante coraichita. El ídolo era de ágata roja y tenía forma humana, pero con la mano derecha rota y sustituida por una mano de oro. Cuando el ídolo se trasladó al interior de la Kaaba, tenía siete flechas delante, que eran utilizadas para la adivinación. Para mantener la paz entre las tribus que estaban en perpetua guerra, La Meca fue declarada santuario donde no se permitía la violencia en un radio de 30 kilómetros alrededor de la Kaaba. Esta zona libre de violencia permitió que La Meca prosperara no sólo como lugar de peregrinación, sino también como centro comercial.
Muchos historiadores y académicos musulmanes destacan el poder y la importancia de La Meca preislámica. La describen como una ciudad que se enriqueció gracias al comercio de especias. Crone cree que esto es una exageración y que La Meca puede haber sido sólo un puesto de avanzada para el comercio del cuero, telas y la mantequilla de leche de camella con los nómadas. Crone sostiene que si La Meca hubiera sido un centro de comercio conocido, este hecho habría sido mencionado por autores posteriores, como Procopio, Nonnoso o los cronistas de la iglesia siria que escribían en siríaco. Sin embargo, la ciudad no aparece en ninguna de las geografías o historias conocidas escritas en los tres siglos anteriores al surgimiento del islam. Según la Encyclopædia Britannica, "antes del surgimiento del Islam, La Meca era venerada como un santuario sagrado y lugar de peregrinación". Según el historiador Eduard Glaser, el nombre "Kaaba" podría estar relacionado con la palabra "mikrab", del sur de Arabia o de Etiopía, que significa templo. De nuevo, Crone pone en duda esta etimología.
En la literatura samaritana, el Libro Samaritano de los Secretos de Moisés (el Asatir) afirma que Ismael y su hijo mayor Nebaiot construyeron la Kaaba, así como la ciudad de La Meca". El libro de Asatir fue compilado probablemente en el siglo X d. C., si bien Moses Gaster sugirió en 1927 que fue escrito a más tardar en la segunda mitad del siglo III a. C.

### Posible versión del origen preislámico
El poema de Zuhayr, en los mullaqat, presuntamente de origen preislámico (pero puesto por escrito solo durante la era islámica) parece mencionar una tradición alterna a la musulmana del origen de la Kaaba. Parte del poema reza así:

Entonces juro por el templo, alrededor del cual caminan los hombres que lo construyeron, de las tribus de Quraish y Jurhum.

Esto indica que las tribus de Quraish (a la que pertenecía Mahoma) y Jurhum eran consideradas constructoras del templo. Parece que para la época de Mahoma, Jurhum ya había desaparecido, siendo Quraish la única en posesión de la Kaaba. Sin embargo, las versiones islámicas posteriores indican que persistía la asociación entre la Kaaba y la tribu Jurhum, haciendo que esta tribu fuera ahora imaginada como contemporánea de Abraham e Ismael, para armonizar con el Corán.

### Según la tradición islámica
La historia islámica relata lo siguiente:

Adam construyó un primer santuario con zafiros y rubíes, pero fue elevado al Cielo para evitar las aguas del diluvio.

Más tarde, Dios ordenó a Ibrahim que construyera en piedra una nueva Kaaba en el mismo lugar y que convocase a toda la humanidad para visitarla y ubicar así en un mismo espacio el corazón del hombre. Por eso los peregrinos que llegan deben decir: "heme aquí, oh Señor".

Después de los tiempos de Ibrahim, la mayoría de los hombres olvidaron su significado y practicaron allí la idolatría, desviándose así del camino indicado por Dios, hasta que llegó el Islam predicado por su profeta Mahoma y el lugar volvió a ser la santa casa de Dios.

La Piedra Negra es, según la tradición islámica, un aerolito que el ángel Gabriel (Yibril) entregó a Abraham (Ibrahim). Se dice que «descendió a la Tierra más blanco que la leche, pero los pecados de los hijos de Adán lo volvieron negro». Abraham y su hijo Ismael (Ismaíl) la colocaron en la esquina oriental cuando terminaron de construir la nueva Kaaba. Los peregrinos que accedan a ella, deberán besarla con unción, pero nunca con adoración. Mahoma la besó y dijo: «No me olvido que eres una piedra y no puedes hacerme ni bien ni mal». Está rodeada por un anillo de plata.
En la época de Mahoma (570-632 d. C.), la Kaaba era considerada un lugar sagrado por los árabes locales. Mahoma participó en la reconstrucción de la Kaaba después de que su estructura resultara dañada por las inundaciones alrededor del año 600. La Sirat Rasūl Allāh de Ibn Ishaq, una de las biografías de Mahoma, describe a Mahoma resolviendo una disputa entre los clanes de La Meca sobre qué clan debía colocar la Piedra Negra en su lugar. Según la biografía de Ishaq, la solución de Mahoma fue que todos los ancianos de los clanes levantaran la piedra angular sobre un manto, tras lo cual Mahoma colocó la piedra en su lugar definitivo con sus propias manos. Ibn Ishaq afirma que la madera para la reconstrucción de la Kaaba procedía de un barco griego que había naufragado en la costa del Mar Rojo, en Shu'aybah, y que el trabajo lo realizó un carpintero copto llamado Baqum. Se dice que el Isra' de Mahoma lo llevó desde la Kaaba hasta la Masyid al-Aqsa y desde allí al Cielo.
Inicialmente, los musulmanes consideraban que Jerusalén era su alquibla, o la dirección hacia la cual oraban, y miraban en tal dirección mientras ofrecían sus oraciones. Sin embargo, la peregrinación a la Kaaba era considerada un deber religioso aunque sus ritos aún no estaban fijados. Durante la primera mitad del periodo de Mahoma como profeta, él y sus seguidores fueron muy perseguidos mientras estaba en La Meca, lo que finalmente llevó a su migración a Medina en el año 622 d. C. En el año 624, los musulmanes creen que la dirección de la alquibla cambió de la Masyid al-Aqsa a la Másyid al-Haram en La Meca, con la revelación del CoránCorán 2.144. En el año 628, Mahoma dirigió a un grupo de musulmanes hacia La Meca con la intención de realizar la Umrah, pero los coraichitas se lo impidieron. Acordó un tratado de paz con ellos, el Tratado de Hudaybiyyah, que permitía a los musulmanes realizar libremente la peregrinación a la Kaaba a partir del año siguiente.
Al culminar su misión en el año 630 d. C., después de que los aliados de los coraichitas, los Banu Bakr, violaran el Tratado de Hudaybiyyah, Mahoma conquistó La Meca. Su primera acción fue retirar las estatuas e imágenes de la Kaaba. Según los informes recopilados por Ibn Ishaq y al-Azraqi, Mahoma dejó solo una pintura de María y Jesús y un fresco de Abraham.
Tras la conquista, Mahoma reafirmó la santidad y el carácter sagrado de La Meca, incluida su Masyid al-Haram, en el Islam. Realizó el Hach en el año 632 d. C., llamado Hujjat ul-Wada' ("Peregrinación de despedida"), ya que Mahoma profetizó su muerte inminente en este acontecimiento.
Para los musulmanes, toda la Tierra es una mezquita, pero la Kaaba es el lugar de referencia simbólico y sagrado hacia el cual dirigir la "Nia" o intención en el momento de realizar las cinco salats u oraciones rituales. 
La Kaaba se encuentra en el centro de un gran patio dentro de una mezquita construida originalmente en el siglo II, llamada Masyid al-Haram. El patio está rodeado de claustros y pórticos. Allí se pueden concentrar hasta 35 000 personas. El edificio cuenta además con siete minaretes y veinticuatro puertas. En la esquina sureste se halla la Piedra Negra. En el recinto hay también un pozo sagrado, llamado Zamzam (o Zemzem), del que se dice que fue utilizado por Agar, madre de Ismael.

## Descripción arquitectónica
Como lo define la etimología de su nombre popular, Kaaba o cubo es un prisma rectangular de 10,67 m de frente, 12,19 m de lado y 15,24 m de alto.
El exterior está construido con sillares de granito sin decoración y sin ventanas. Tiene una sola puerta. Se cubre con la kiswa, un manto de seda negra que tiene una franja con caligrafías del Corán bordadas en oro. Está suspendida del techo y sujeta con cordones a unos anillos de bronce que se encuentran en la base.
Tiene además un canalón de oro macizo, que fue un regalo de un sultán turco otomano, construido concretamente por orden del sultán Áhmed I y de cuya elaboración se hizo cargo el padre de Eyliya Çelebi, el derviche Mehmet Zilli Efendi. Fue añadido en 1627, después de que una inundación produjera el año anterior grandes daños en la Kaaba, tantos que hubo de ser prácticamente reconstruida. Cada año se lava y se renueva el manto. El interior es oscuro. El techo se sujeta sobre tres columnas de madera. Las paredes están revestidas de placas de mármol, igual que el suelo. En tiempo reciente le fue añadida una puerta de oro. En época preislámica, el interior guardaba las imágenes de las divinidades de diferentes tribus árabes.

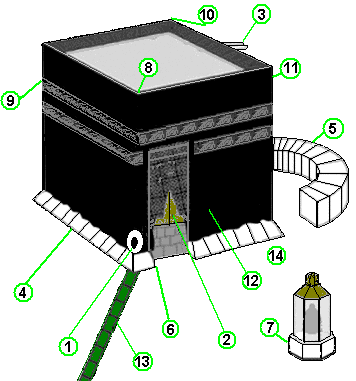

En tiempos de Mahoma, la tribu Quraish era la encargada de guardar el santuario de la Kaaba. Mahoma era hijo de un mercader perteneciente a esta tribu.
1. La Piedra Negra en la esquina sureste. En 684 la piedra se resquebrajó a causa del calor provocado por un incendio. En 930 la tomaron como botín los cármatas en su ataque a La Meca. Fue restituida en 950.

2. Puerta de la Kaaba (muro oriental).

3. Canalón de oro.

4. El šādarwān o refuerzo para facilitar la evacuación del agua de lluvia; se añadió al mismo tiempo que el canalón.

5. La zona llamada hatīm o hiyr está delimitada por la pared llamada Piedra de Ismael, parte de la Kaaba original.

6. Al-Multazam es la parte del muro que une la puerta y la Piedra Negra.

7. La Etapa o Estación de Abraham (مقام إبراهيم, Maqām Ibrāhīm), donde según la tradición Abraham dejó las huellas de sus pies.

8. Esquina de la Piedra Negra (sureste).

9. Esquina del Yemen (suroeste). Una gran piedra vertical forma esta esquina de la construcción. Es costumbre que los peregrinos pasen la mano sobre la piedra.

10. Esquina de Siria (Sham) (noroeste).

11. Esquina de Irak (noreste).

12. La kiswa o tela que recubre la Kaaba.

13. Banda de mármol que marca el principio y el final de las circunvalaciones.

14. A este lugar se le llama a veces Estación de Gabriel (مقام جبريل, Maqām Yibrīl).

## Importancia en el Islam
La Kaaba es el lugar más sagrado del islam, y a menudo recibe nombres como los de Bayt Allah (en árabe: بيت الله, lit. 'Casa de Alá') o Bayt Allah al-Haram (en árabe: بيت الله الحرام, lit. 'La casa sagrada de Alá').

### Tawaf
El tawaf (en árabe: طَوَاف, lit. 'dar vueltas') es uno de los rituales islámicos de peregrinación y es obligatorio tanto durante el Hach como durante la Umrah. Los peregrinos dan siete vueltas alrededor de la Kaaba en sentido contrario a las agujas del reloj; las tres primeras a un ritmo apresurado en la parte exterior de la Mataaf y las últimas cuatro veces más cerca de la Kaaba a un ritmo tranquilo. Se cree que la circunvalación demuestra la unidad de los creyentes en la adoración del Dios Único, ya que se mueven juntos en armonía alrededor de la Kaaba, mientras suplican a Dios. Estar en estado de Wudu (ablución) es obligatorio mientras se realiza el tawaf, ya que se considera una forma de adoración ('ibadah).
El tawaf comienza en la esquina desde la Kaaba donde está la Piedra Negra. Si es posible, los musulmanes deben besarla o tocarla, pero a menudo no es posible debido a las grandes multitudes. También deben cantar la basmala y el takbir cada vez que completen una vuelta. En general, se aconseja a los peregrinos del Hach que "hagan el ṭawāf" al menos dos veces: una como parte del Hach y otra antes de abandonar La Meca.
Los cinco tipos de ṭawāf son:
- Ṭawāf al-Qudūm (ṭawāf de llegada) lo realizan quienes no residen en La Meca una vez que llegan a la Ciudad Santa.
- El Ṭawāf aṭ-Ṭaḥīyah (ṭawāf de saludo) se realiza después de entrar en Al-Masyid al-Haram en cualquier otro momento y es mustahab (recomendado).
- El Ṭawāf al-'Umrah (ṭawāf de la Umrah) se refiere al ṭawāf realizado específicamente para la Umrah.
- El Ṭawāf al-Wadā' ("ṭawāf de despedida") se realiza antes de abandonar La Meca.
- El Ṭawāf az-Zīyārah (ṭawāf de visita), el Ṭawāf al-'Ifāḍah (ṭawāf de compensación) o el Ṭawāf al-Ḥajj (ṭawāf del Hach) se realiza después de completar el Hach.

### Como la Alquibla
La Alquibla es la dirección a la que se mira durante la oración (Corán 2.143-144). La dirección a la que se mira durante la oración es la dirección en la que se encuentra la Kaaba, en relación con la persona que reza. Además de rezar, los musulmanes suelen considerar que mirar a la alquibla mientras se recita el Corán es señal de buena etiqueta.